# بار إريكسون
بار إريكسون (بالسويدية: Pär Ericsson)‏ هو لاعب كرة قدم سويدي في مركز الهجوم، ولد في 21 يوليو 1988 في كارلستاد في السويد. شارك مع منتخب السويد تحت 21 سنة لكرة القدم. أما مع النوادي، فقد لعب مع غايس غوتنبرغ ونادي أوربرو ونادي غوتبورغ ونادي كالمار ونادي مونز.

## وصلات خارجية
- بار إريكسون على موقع اتحاد السويد (السويدية)
- بار إريكسون على موقع قاعدة بيانات كرة القدم.إي يو (الإنجليزية)
- بار إريكسون على موقع Soccerway.com (الإنجليزية)